# Rattus montanus
Rattus montanus é uma espécie de roedor da família Muridae.
Apenas pode ser encontrada no Sri Lanka.